# Ле-Самен 2024
56-й выпуск  Ле-Самен — шоссейной однодневной велогонки по дорогам бельгийской провинции Эно, со стартом в городе Квареньон и финишем в Дуре. Гонка прошла 27 февраля 2024 года в рамках Европейского тура UCI 2024. Победу одержал бельгийский велогонщик Лауренц Рекс.

## Участники
В гонке приняло участие 25 команд: 5 команд категории UCI WorldTeam, 8 проконтинентальных команд и 12 континентальных.
| UCI WorldTeams (5)- Alpecin-Deceuninck - Arkéa-B&B Hotels - Intermarché-Wanty - Team dsm-firmenich PostNL - UAE Team Emirates UCI ProTeams (8)- Bingoal WB - Equipo Kern Pharma - Lotto Dstny - Q36.5 Pro Cycling Team - TDT-Unibet - Team Flanders-Baloise - TotalEnergies - Uno-X Mobility UCI Continental Teams (11)- Diftar Continental Cycling Team - Equipe continentale Groupama-FDJ - Israel Premier Tech Academy - Metec-Solarwatt p/b Mantel - Novapor Speedbike - Philippe Wagner-Bazin - Saint Michel-Mavic-Auber 93 - Tarteletto-Isorex - Team Storck-Metropol Cycling - Van Rysel-Roubaix - VolkerWessels Cycling Team |
| |

## Маршрут
В маршруте 2024 года произойдут некоторые изменения при классическом начале в Квареньоне и финише в Дуре. Сначала гонщики отправятся на север, чтобы пройти большой кольцевой участок, который затем приведет их обратно в Квареньон. Оттуда они направятся на юг, где расположены четыре брусчатых участка: Кот-де-ла-Рокет, Шемен-де-Вильери, Кот-де-Ноннетт и Рю-де-Бельвю.

## Ход гонки
По ходу гонки в группе были спровоцированы бесчисленные серии атак, из-за которых всем командам приходилось выводить своих гонщиков в догоняющие. Финиш оказался достаточно напряжённым, в результате победителя удалось определить только после просмотра фотофиниша, и первым стал Лауренц Рекс.

## Результаты
| \| Генеральная классификация \| Генеральная классификация \| Генеральная классификация \| Генеральная классификация \| Генеральная классификация \| \| Гонщик \| Гонщик \| Команда \| Время \| \| \| ------------------------- \| ------------------------- \| -------------------------------- \| ------------------------- \| ------------------------- \| \| 1-й \| Лауренц Рекс \| Intermarché-Wanty \| 4ч 38' 40 \| \| \| 2-й \| Антонио Моргадо \| UAE Team Emirates \| + 0 \| \| \| 3-й \| Йенте Бирманс \| Arkéa-B&B Hotels \| + 0 \| \| \| 4-й \| Расмус Тиллер \| Uno-X Mobility \| + 0 \| \| \| 5-й \| Тимо Келих \| Alpecin-Deceuninck \| + 0 \| \| \| 6-й \| Йенс Рейндерс \| Bingoal WB \| + 0 \| \| \| 7-й \| Александр Делеттр \| Saint Michel-Mavic-Auber 93 \| + 0 \| \| \| 8-й \| Лоренс Пити \| Equipe continentale Groupama-FDJ \| + 0 \| \| \| 9-й \| Амори Капьё \| Arkéa-B&B Hotels \| + 0 \| \| \| 10-й \| Вито Брает \| Intermarché-Wanty \| + 0 \| \| |                   |                                  |           |
| |                   |                                  |           |
| Источник: ProCyclingStats |                   |                                  |           |
| Генеральная классификация |                   |                                  |           |
| Гонщик | Гонщик            | Команда                          | Время     |
| 1-й | Лауренц Рекс      | Intermarché-Wanty                | 4ч 38' 40 |
| 2-й | Антонио Моргадо   | UAE Team Emirates                | + 0       |
| 3-й | Йенте Бирманс     | Arkéa-B&B Hotels                 | + 0       |
| 4-й | Расмус Тиллер     | Uno-X Mobility                   | + 0       |
| 5-й | Тимо Келих        | Alpecin-Deceuninck               | + 0       |
| 6-й | Йенс Рейндерс     | Bingoal WB                       | + 0       |
| 7-й | Александр Делеттр | Saint Michel-Mavic-Auber 93      | + 0       |
| 8-й | Лоренс Пити       | Equipe continentale Groupama-FDJ | + 0       |
| 9-й | Амори Капьё       | Arkéa-B&B Hotels                 | + 0       |
| 10-й | Вито Брает        | Intermarché-Wanty                | + 0       |